# Desmocrâne
Le desmocrâne est la partie du neurocrâne qui se forme à partir d'une ossification membraneuse et constitue la voûte crânienne.

## Structure
Le desmocrâne comprend les os membraneux suivants :
- l'écaille de l’os temporal,
- la portion mastoïdienne de l’os temporal,
- l'écaille de l'os occipital,
- la partie latérale de l'os occipital,
- la grande aile de l'os sphénoïde,
- l'os frontal,
- l'os pariétal.